# Попов Гаврило Миколайович
Гаврило Миколайович Попов (1904–1972) — радянський російський композитор. Заслужений діяч мистецтв РРФСР (1947). Лауреат Державної премії СРСР (1946).
Закінчив Ленінградську консерваторію (1930. Автор музики до кінокартин: «Чапаєв», «Вона захищає Батьківщину», «Поема про море» (1958), «Зачарована Десна» та ін., до українських фільмів: «Суворий юнак» (1936), «Батьківщина кличе» (1936), «Танкер „Дербент“», «Вітер зі сходу» (1940).